# Naito Yamada
Pour les articles homonymes, voir Yamada.
Naito Yamada (やまだ ないと, Yamada Naito) est une mangaka née le 19 octobre 1965 à Karatsu dans la préfecture de Saga, sur l'île de Kyūshū au Japon.
Elle a commencé à publier sous le pseudonyme Asako Yamada (山田 朝子, Yamada Asako) avant d'utiliser Nuit (Naito, Night) ; parfois Kaga Mahil[réf. souhaitée].
Naito Yamada est reconnu comme une figure du manga indépendant et est associée au mouvement de La Nouvelle Manga.

## Biographie
Elle naît le 19 octobre 1965  à Karatsu dans la préfecture de Saga, sur l'île de Kyūshū au Japon.
En 1985, elle publie Asphalt Zone Zutto () dans le magazine Deluxe Margaret.
En 1987, tout en poursuivant ses études à l'École de Design de Kyushu (ja), elle devient mangaka en publiant Kiss dans Young Magazine chez Kōdansha et reçoit le prix du meilleur jeune auteur.
À partir de 1996, elle commence à changer de style et utilise des techniques plus modernes et notamment un Macintosh. Elle s'installe à Paris en 1997, lassée du système d'édition classique japonais.
Naito Yamada est reconnu comme une référence des mangakas indépendants.
Elle collabore avec Caribu Marley sur Last pass (ラスト・パス, Rasuto pasu) en 2002 et sur Sekiyō no ochiru-koro (夕陽の落ちるころ) en 2003.

## Œuvres

### Publiées au Japon
- 1985 : Asphalt Zone Zutto (?), pré publié dans le magazine Deluxe Margaret[4].
- 1987 : Kiss (キッス?), pré publié dans le magazine Young Magazine ; 2 volumes chez Kōdansha[BU 1].
- 1991 : 42°C Monogatari (42°C物語?), pré publié dans les magazines Young Magazine et Mr. Magazine ; 1 volume chez Kōdansha[BU 2].
- 1992 :
  - Ou-sama to Boku (王様とボク?), pré publié dans le magazine Young Sunday ; 1 volume chez East Press[BU 3].
  - Charge (チャージ?) ; 2 volumes chez Wani Books[BU 4].
- 1993 : Young and Tears (ヤングアンドティアーズ?), pré publié dans le magazine Comic Scola ; 3 volumes chez Scholar, puis chez Bunkasha (1999 et 2006)[BU 5].
- 1994 :
  - Beyer (バイエル?) ; 2 volumes chez Ohta Shuppan[BU 6].
  - Shima Shima no Buchi Buchi (しましまのぶちぶち?) ; 1 volume chez Asahi Sonorama[BU 7].
- 1995 :
  - L'amant (ラマン?), pré publié dans le magazine Manga Action ; 1 volume chez Futabasha[BU 8].
  - French Dressing (フレンチドレッシング?), pré publié dans le magazine Manga Action ; 1 volume chez Futabasha[BU 9].
- 1996 :
  - Salut! Bonne nuit! A demain!  (さよならおやすみまたあした, Sayonara Oyasumi Mata Ashita?), pré publié dans le magazine Young Rose ; 1 volume chez Kadokawa Shoten[BU 10].
  - Éro mala - Les maladies érotiques (エロマラ, Ero Mala?), pré publié dans le magazine Qyar Lovely! ; 1 volume chez East Press[BU 11].
- 1997 : Koi ni Niteiru (恋に似ている?), pré publié dans le magazine Feel Young ; 1 volume chez Shodensha[BU 12].
- 1998 :
  - Les aventures de Miou Miou (ミウミウ, Miu Miu?) ; 1 volume chez Bunkasha[BU 13].
  - Beautiful World (ビューティフル・ワールド?), pré publié dans le magazine Feel Young puis CUTiE Comic; 1 volume chez Shodensha[BU 14].
- 1999 :
  - Girlfriends (ガールフレンズ?) ; 1 volume chez Takeshobo[BU 15].
  - Kumo Otoko (雲男?), pré publié dans le magazine Feel Young ; 1 volume chez Shodensha[BU 16].
  - Tokyoza (東京座?) ; 1 volume chez Asuka Shinsha[BU 17].
- 2000 :
  - À l'ouest de Tokyo (西荻夫婦, Nishiogi Fuufu?), pré publié dans le magazine Feel Young ; 1 volume chez Shodensha[BU 18].
  - Corduroy (コーデュロイ?), pré publié dans le magazine Feel Young ; 1 volume chez Bunkasha, puis Shodensha (2004)[BU 19].
- 2001 :
  - F comme Fraise (イはイチゴのイ, I wa Ichigo no I?), pré publié dans le magazine Manga Erotics F ; 1 volume chez Ohta Shuppan[BU 20].
  - La Memoire d'Y (Yの思い出, Y no Omoide?), pré publié dans le magazine Comic Cue ; 1 volume chez East Press[BU 21].
- 2002 :
  - Porno Seishun Kyosokyoku (ポルノ青春狂走曲?), pré publié dans le magazine Manga Erotics F ; 1 volume chez Ohta Shuppan[BU 22].
  - Girl Friday, pré publié dans le magazine Feel Young ; 1 volume chez Shodensha[BU 23].
- 2005 : Rue du Pélican (ペリカン通り, Pelican Toori?), pré publié dans le magazine Manga Erotics F ; 1 volume chez Ohta Shuppan[BU 24].
- 2008 :
  - Beatitude (ビアティチュード?), pré publié dans le magazine Morning Two ; 1 volume (interrompu?) chez Kodansha[BU 25].
  - Haruhima Hinema (ハルヒマヒネマ?) ; 1 volume chez Kōdansha[BU 26].

#### Œuvres collectives
- 2000 :
  - Kizudarake no Tenshi (傷だらけの天使?) avec Shinichi Ichikawa et Toshiya Nishida ; chez Tatsumi Shuppan[BU 27].
  - Faxpress (?) avec Gin Miyoshi ; 1 volume chez Takeshobo[BU 28].
- 2005 : Black Jack Alive (ブラック・ジャックALIVE?), pré publié dans Young Champion ; 2 volumes chez Akita Shoten[BU 29].
- 2014 : Carib Song (狩撫麻礼作品集―カリブソング?) ; 1 volume chez Futabasha et Enterbrain[BU 30].
- 2015 : Mangaka Gohan Nisshi Tarafuku (漫画家ごはん日誌 たらふく?), pré publié dans Feel Young ; 2 volumes chez Shodensha[BU 31].

### Publiées en France
- 1 Beautiful World, Carabas Alternatives, France, 2004
Scénario, dessin et couleurs : Yamada Naito
- 2 À l'Ouest de Tokyo, Carabas Alternatives, France, 2004
Scénario, dessin et couleurs : Yamada Naito
- 3 Corduroy, Kana, France, 2006
Scénario, dessin et couleurs : Yamada Naito

## Sources
- (ja) Cet article est partiellement ou en totalité issu de l’article de Wikipédia en japonais intitulé « やまだないと » (voir la liste des auteurs).